# Hans-Dieter Bentrup
Hans-Dieter Bentrup (* 1. November 1955) ist ein ehemaliger deutscher Fußballspieler.

## Sportlicher Werdegang
Bentrup begann mit dem Fußballspielen beim SV Atlas Delmenhorst, den er in Richtung Bremer SV verließ. Mit dem Klub stieg er 1978 in die Oberliga Nord auf, die Spielzeit 1978/79 beendete er mit dem Verein auf dem 13. Tabellenplatz. Anschließend wechselte der 1,65 Meter große Bentrup zum SV Arminia Hannover in die 2. Bundesliga, nachdem ein bereits beschlossener Wechsel zum FC St. Pauli aufgrund des Lizenzentzugs für den Hamburger Stadtteilklub geplatzt war. In der Zweitliga-Spielzeit 1979/80 erzielte er fünf Tore in 24 Saisonspielen, am Saisonende stieg er mit dem Klub in die Oberliga Nord ab. Daraufhin kehrte er zum ebenfalls in der Oberliga spielenden SV Atlas Delmenhorst zurück. In der Spielzeit 1981/82 wurde er mit 19 Saisontoren zweitbester Torschütze der Liga hinter dem einmal mehr erfolgreicheren Wilfried Feldhaus.
1982 wechselte Bentrup in den Süden Deutschlands und schloss sich dem südbadischen Oberligisten Offenburger FV an. Unter Trainer Klaus Blawert lieferte sich der Klub ein Duell um die Drittligameisterschaft mit dem SSV Ulm 1846, letztlich reichte es trotz Bentrups 13 Saisontoren nur zum zweiten Tabellenplatz. Damit qualifizierte sich die Mannschaft für die Deutsche Amateurmeisterschaft 1983, dort scheiterte sie aber nach einer 0:6-Niederlage im Halbfinale an der Reservemannschaft des FC Bayern München. Im Laufe der folgenden Spielzeit wurde er von fünf verschiedenen Trainern betreut, darunter das Kuriosum mit Manfred Krafft, der nur zwei Spieltage nach seiner Verpflichtung Anfang November 1983 von einem vertraglichen Sonderkündigungsrecht Gebrauch machte und einem Angebot des 1. FC Kaiserslautern folgte. Dennoch reichte es erneut zur Vizemeisterschaft, in der Deutschen Amateurmeisterschaft 1984 gewann Bentrup mit dem Klub nach einem 4:1-Endspielerfolg gegen den SC Eintracht Hamm den Titel. Dabei hatte er jedoch nicht aktiv mitgewirkt. 
Anschließend kehrte Bentrup erneut zum SV Atlas Delmenhorst zurück, der mittlerweile in der Verbandsliga Niedersachsen spielte. Nach nur einer Spielzeit zog er abermals zum Bremer SV weiter. Hier wurde er Meister der Verbandsliga Bremen, nach der Oberliga-Spielzeit 1986/87 beendete er seine Karriere.